# 바나나우섬

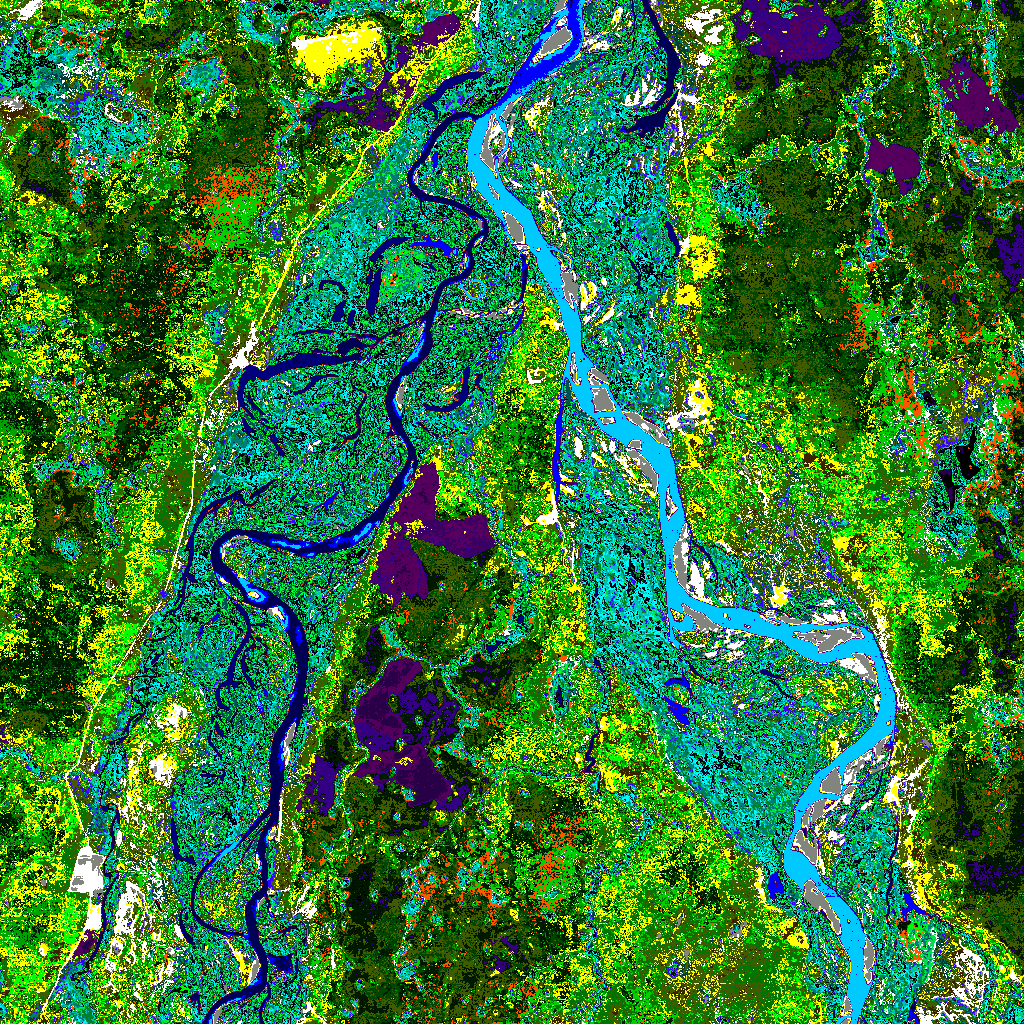

바나나우섬(포르투갈어: Ilha do Bananal)는 브라질 토칸칭스주 남서부의 섬으로, 아라과이아강의 하중도이다. 하중도 가운데 세계에서 두 번째로 큰 섬이며, 바다에 접하지 않은 섬 중에서는 가장 큰 섬이다.